# Casa Bonaventura Blay
La Casa Bonaventura Blay, Can Boladeres o Villa Avelina és un edifici del municipi de Sitges (Garraf), al número 37 del carrer de l'Illa. És una obra inclosa en l'Inventari del Patrimoni Arquitectònic de Catalunya. Modernament, l'interior de l'edifici ha estat considerablement reformat. Des de l'any 1983 es dedica a restaurant (restaurant-hotel "El Xalet").

## Descripció
Conserva encara una part del jardí original, que arribava fins al carrer de Sant Isidre. La casa es compon de planta baixa i dos pisos, i té com a element més remarcable la torre-mirador d'un dels angles. L'accés a l'interior es pot fer a través del jardí o del carrer Illa de Cuba. En conjunt, l'edifici combina vocabulari de diferents estils, predominant d'inspiració gòtica. Per exemple, la façana que dona al carrer Illa de Cuba té diversos elements inspirats en el gòtic francès com gàrgoles, trenca-aigües, arcs ogivals i conopials, baranes ornamentades amb quatrilifs. A l'interior conserva pintures i diversos objectes d'estil modernista.

## Història

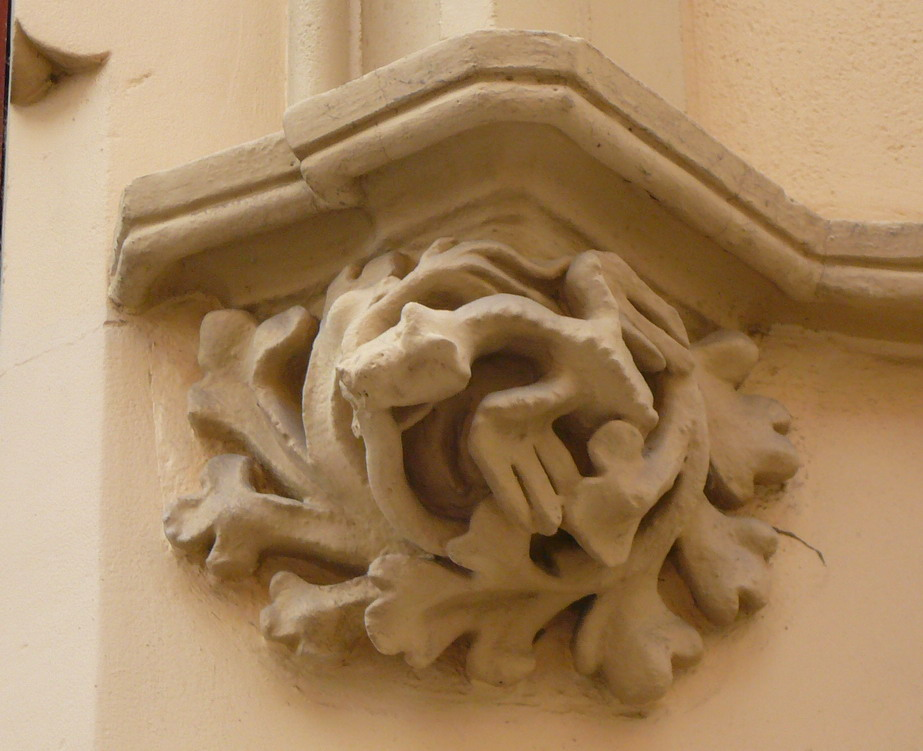
Detall de la façana

La casa va ser una comanda de Bonaventura Blay i Milà (1860-1911), un sitgetà que s'establí a Guantánamo i es dedicà al comerç, abans de tornar a Catalunya i contribuir a fundar "El Vichy Catalán". L'any 1901 el senyor Bonaventura Blay, propietari de la finca, va demanar permís a l'Ajuntament de Sitges per al construcció d'una casa-torre d'acord amb els plànols realitzats per l'arquitecte Gaietà Buïgas i Monravà i signats el mes d'agost del 1901, plànols que es conserven a l'arxiu municipal de la vila. L'aprovació es va donar el 24-12-1901. L'edifici ha experimentat diverses reformes i en l'actualitat les seves dimensions ha estat molt reduïdes respecte de l'obra inicial. Ha perdut la seva funció residencial i s'utilitza com a restaurant des de l'any 1983.